# 小行星3881
小行星3881（3881 Doumergua）是一颗绕太阳运转的小行星，为主小行星带小行星。该小行星于1925年11月15日发现。

## 轨道参数
小行星3881的轨道半长轴为2.4477394 UA，离心率为0.152。